# Coleophora cornutella
Coleophora cornutella é uma espécie de mariposa do gênero Coleophora pertencente à família Coleophoridae.